# Die Herrin von Atlantis
Die Herrin von Atlantis (en francès L'Atlantide) és una pel·lícula d'aventures i fantasia germano-francesa de 1932 dirigida per G. W. Pabst i protagonitzada per Brigitte Helm. Està basada en la novel·la L'Atlantide de Pierre Benoît.

## Argument
Dos oficials exploren el Hoggar, convençuts que l'Atlàntida es troba al mig del desert. Cauen en una emboscada. El tinent de Saint-Avit es desperta en un poble desconegut, busca el capità Morhange i cau sota l'encís de la reina Antinéa, que el manté presoner.

## Producció
La pel·lícula és un remake de la pel·lícula homònima del 1921 dirigida per Jacques Feyder. Després que Feyder es negués a crear un remake sonor remake de L'Atlantide, Pabst es va dedicar a dirigir la pel·lícula. Tant les adaptacions cinematogràfiques de Pabst com Feyder es van rodar al Desert del Sàhara. Per competir amb pel·lícules americanes, la pel·lícula es va rodar en tres idiomes: anglès, francès i alemany.

## Repartiment
Repartiment en alemany
- Brigitte Helm com a Antinea
- Heinz Klingenberg com el tinent Saint-Avit
- Tela Tchaï com Tanit Serga
- Gustav Diessl com a Morhange
- Wladimir Sokoloff com a hetman de Zhitomir
- Georges Tourreil com el tinent Ferrières
- Mathias Wieman com Torstenson
- Florelle com a Clementine
- Gertrude Pabst com a periodista
- Rositta Severus-Liedernit com Self

Repartiment en francès
- Brigitte Helm com a Antinea
- Pierre Blanchar com a capità Saint-Avit
- Tela Tchaï com Tanit Zerga
- Jean Angelo com el capità Morhange
- Vladimir Sokoloff com a hetman de Jitomir
- Georges Tourreil com el tinent Ferrières
- Mathias Wieman com Torstenson
- Florelle Clementine
- Gertrude Pabst com a periodista
- Rositta Severus-Liedernit com Self

Repartiment en anglès
- Brigitte Helm com a Antinea
- John Stuart com el tinent Saint-Avit
- Tela Tchaï com Tanit Serga
- Gustav Diessl com a Morhange
- Gibb McLaughlin com el comte Bielowsky
- Mathias Wieman com Torstensen
- Florelle com a Clementine
- Gertrude Pabst com a periodista
- Rositta Severus-Liedernit com Self